# 데프콘 (비디오 게임)
데프콘(DEFCON: Everybody Dies)은 영국의 인디 게임 제작사인 인트로버전 소프트웨어에서 핵전쟁에 모티브를 따와서 개발한 실시간 전략 게임이다. 게임에서 보이는 화면은 닥터 스트레인지러브 등의 전략 화면을 닮아 있으며, 특히 WarGames의 화면과 닮아 있다.

## 게임 플레이
1980년대 스타일의 벡터 그래픽 세계 지도에서 이뤄지는 이 게임에서 플레이어는 자신이 가진 핵전력을 이용하여 될 수 있는 한 상대편의 인구와 공격 시설을 없애는 것을 목표로 삼고 있다. 게임에서 보통 상대방을 전멸시킬려고 한다면 자신을 포함하여 상대 편의 수백만명의 민간인 사상자 수를 볼 수 있다. 대부분, 양편은 큰 피해를 잃으며 그중 점수가 제일 높은 플레이어가 승리하게 된다. 플레이어 점수 계산은 3가지가 있는데, 첫번째 기본 룰에서는 대량 사상을 일으킬시 2점을 얻고, 대량 사상이 일어나면 1점을 감한다. 두번째 생존자 룰에서는 플레이어의 영토에서 아직 살아남은 생존자수의 1백만명 단위를 기반으로 점수를 계산하며, 마지막 룰인 제노사이드에선 대량 살상을 일으키면 무조건 1점을 준다. 이로 인해서 플레이어가 마주하는 상황은 동일하지만, 점수 계산 방식에 따라 전략이 달라 질수 있다.
게임 시간은 설정하기 따라 다르며, 실제 시간 1초당 게임내 시간 1초부터, 실제 시간의 20배까지 시간을 설정할 수 있다. 이로 인하여 대부분 30~40분 이내에서 끝나지만, 8시간동안 플레이도 가능하다.
데프콘에서 인공지능과 플레이어는 다음 6개 지역중 하나를 선택할 수 있다:
- 북미 지역: 캐나다와 알래스카, 미국 본토 전역을 모두 포괄한다.
- 라틴 아메리카 지역 : 멕시코를 포함하며(바하칼리포르니아반도 제외), 중앙 아메리카 및 남 아메리카 전역, 그리고 티에라델푸에고 제도 등을 포괄한다.
- 유럽 지역 : 러시아를 제외한 유럽 전 지역을 포괄하며, 영국과 아일랜드, 아이슬랜드도 포함된다.
- 아프리카 지역 : 마다가스카르를 포함한 아프리카 전 지역을 포괄한다.
- 러시아 지역: 러시아 전역을 포괄한다.
- 아시아 지역 : 러시아를 제외한 아시아 지역. 조지아, 아르메니아, 카자흐스탄, 몽골, 말레이시아, 터키 및 시나이 반도, 일본등을 포괄한다.

기본적으로 전 지역의 인구는 1억으로 설정된다.

### 데프콘 단계
데프콘은 간소화 된 실시간 전략 게임으로, 유닛 생산(자동적으로 전투기가 생성되는 것을 제외하면), 자원 수집 혹은 기술 업그레이드가 존재하지 않는다. 플레이어는 지역을 선택하고 또한 병력을 어디에 설정할건지 설정할 수 있다. 게임의 카운트다운 시스템은 게임이 너무 빨리 끝나지 않게 조절한다. 게임은 데프콘 5에서 시작하며, 데프콘 1까지로 달려간다.'
| DEFCON 레벨 | 상태 | 도달 시간(일반적) |
| ----------- | --- | ----------------- |
| 5           | 적대적 행위를 할 수 없으며, 플레이어는 함대와 유닛을 국제적 수역으로 이동시킬 수 있다.                                                    | 게임 시작         |
| 4           | 적대적 행위를 할 수 없으며, 레이다 기지가 범위 안 지역에 대한 정보를 제공한다. 플레이어는 함대와 유닛을 국제적 수역으로 이동시킬 수 있다. | 6분               |
| 3           | 진부한 함대전 및 공중전이 허용된다. 플레이어가 더 이상 기지와 함대를 지을 수 없다.                                                        | 12분              |
| 2           | 데프콘 3에서 변화한 것이 없으며, 핵무기 사용이 가능하게 되는 마지막 단계이다.                                                             | 20분              |
| 1           | 핵무기 사용이 가능해진다. 대륙간 탄도 미사일, 잠수함 발사 탄도 미사일, 그리고 폭격기에서 단거리 탄도 미사일을 발사 할 수 있다.            | 30분              |

데프콘 1이 발령되면, 기본적으로 설정된 약 80%의 핵미사일이 발사되거나 파괴될때까지 지속된다. 80% 이상이 지날 경우 승리 카운트다운이 일어나며(기본적으로 45분으로 설정되어 있다) 그리고 카운트 다운이 끝난 후 점수가 나오면서 게임이 끝나게 된다.

### 유닛
데프콘은 일반적인 실시간 전략 게임들과 같이 실시간 시점을 채용하고 있어, 레이다 범위 안에 들어온 유닛만 볼 수 있다. 그러나 핵사일로에서 발사한 미사일이나 혹은 잠수함에서 발사한 핵미사일들은 모든 플레이어들에게 자동적으로 파악하며(비록 미사일 자체가 파악되는 것이 아니고 레이다가 파악한다), 미사일을 쏜 위치를 보여준다. 또한 폭격기에서도 핵미사일을 쏠수 있으나 핵폭격기의 위치는 보이지 않는다.

#### 지상 유닛
지상 유닛들은 움직일수 없으며, 핵 폭격으로 파괴될 수 있다.
- 레이다 접시들은 넓은 레이다 반경을 제공한다 (비록 대다수의 유닛들이 레이다 반경을 제공하지만 말이다), 그러나 한번의 핵 폭격으로 파괴된다. 레이다 접시들은 설치 위치에 따라 방어를 더욱 공고하게 할 수 있다. 또한 레이다는 연료가 다되거나 혹은 추락하는 폭격기에 의해 파괴될 수 있다.
- 미사일 사일로는 두가지 모드를 가지고 있다. 핵 미사일을 발사하거나 혹은 다른 다가오는 미사일이나 비행기를 격추시킬수 있다. 공격 모드에서 사일로는 10개의 대륙간 탄도미사일을 전세계의 표적에 꽂을 수 있으며, 전 플레이어에게 사일로의 위치를 공개하는 효과도 가져오게 된다. 방어 모드에서는 사일로는 자동적으로 효율적인 지대공 미사일 기지로 변하여 적의 비행기와 미사일을 자동적으로 격추시키게 된다. 그러나 제한된 공격으로 인하여 많은 핵공격으로 파괴될 수 있다. 다른 유닛들과 다르게 사일로는 핵 공격에 매우 강하며, 3번의 공격을 받아야 파괴될 수 있다. 또한 각각의 핵폭격은 사일로의 핵 투발량을 반으로 줄인다.
- 공군기지는 폭격기와 전투기를 배치할 수 있으며, 폭격기에 각각 5발의 SRBM을 방착할 수 있다. 공군기지는 전폭기들을 전장에 내보내며 또한 자동적으로 새로운 전투기들을 게임에 내보낸다. 그러나, 한 공군기지당 5개의 전투기만 내보낼수 있으며, 10기의 전투기와 폭격기만 배치시킬수 있다. 공군기지는 2번의 핵폭격으로 파괴되는데, 한번의 핵 폭격으로 공군기지에 있는 절반의 항공기와 미사일들이 파괴된다.

#### 해상유닛
해상 유닛들은 최대 6척을 기준으로 함대를 이루고 있으며 서로 같이 움직인다. 처음 게임을 시작할 때 자국의 영해안에서 배치시킬수 있다. 해상유닛들은 대양에서 움직이지만 보통 느리기도 하다.
- 항공모함은 이동 공군기지로, 전투기를 방해하거나 네발의 SRBM을 빈 폭격기에 다시 실어 보낼수 있다. 또한 항공모함은 가장 강력한 대잠 호위와 더불어 소나등으로 무장하여 빠르게 잠수함을 가라앉힐수 있다. 포는 가지고 있지 않으므로 항공기가 없이는 아무런 도움이 되지 않는다.
- 전함은 단단하며 또한 강력한 포를 갖고 있어 항공기와 잠수함을 제외한 항공유닛에 공격을 가할 수 있다. 전함은 잠수함과 폭격기 공격에 취약하므로 항공모함의 호위를 필요로 한다.
- 잠수함은 어뢰와 더불어 5발의 핵미사일을 지니고 있다. 잠수함은 다른 적함에게 매우 위협적이며, 또한 항공모함을 쉽게 격침시킬수 있다. 잠수함들은 해상에 올라와 미사일을 쏘지 않는 한 레이다에 걸리지 않는 대신 레이다를 가지고 있지 않는다. 잠수함은 액티브 소나를 가지고 있어 다른 해상 유닛들을 추적할 수 있지만 자신들의 위치를 노출시킬수 있는 위험을 안고 있다. 잠수함의 진짜 위력은 전면 타격이 일어나기 전이라던가 혹은 해안가 도시를 공격하기 좋은 중거리 탄도 미사일로, 한 잠수함당 5발씩 가지고 있다. 잠수함이 미사일을 쏘기 위해서는 무조건 해상으로 나와야 하며 공격에 무방비 상태로 노출되어 있다. 또한 잠수함 발사 탄도 미사일 발사시 전체 플레이어에게 경고가 울리게 된다.

#### 항공 유닛
항공 유닛은 지상이나 해상 유닛에서 발진된다. 발진후 자율적으로 움직이지만, 비행중일 때 자유로이 조종할 수 있다.
- 전투기는 가볍고 빠르며 정찰기나 혹은 요격기로 사용되며, 다른 항공 유닛을 공격하거나 해상 유닛을 공격할 때 효과적이다.
- 폭격기는 한개의 단거리 탄도 미사일을 장착하고 있으며, 가까운 대상에 투하할 수 있다. 폭격기는 먼거리를 순항할 수 있지만, 반대로 이동중엔 매우 취약하다. 사일로나 잠수함 발사 미사일과 달리 폭격기가 발사하는 미사일의 경우엔 경고가 울리지 않으며, 스텔스 효과가 주어진다. 또한 폭격기는 다른 선박에 대해 평범한 공격을 취할 수도 있다.

### 모드
데프콘에서는 여러 유닛, 텍스트, 맵 모드 제작을 지원하고 있다. 유저들은 파일들 여러 곳을 손볼 수 있지만, 옵션의 최대 한계 혹은 유닛의 크기 등을 설정할 수는 없다.

## 평가
| 통합 점수          | 통합 점수                    |
| 통합사             | 점수                         |
| ------------------ | ---------------------------- |
| 메타크리틱         | 84/100                       |
| 평론 점수          |                              |
| 평론사             | 점수                         |
| 1UP.com            | A                            |
| 에지               | 7/10                         |
| 유로게이머         | 8/10                         |
| 게임프로           | [ 5 ]                        |
| 게임즈마스터       | 80%                          |
| 게임스팟           | 8.1/10                       |
| IGN                | (Alex) 8.8/10 (Steve) 8.5/10 |
| PALGN              | 8/10                         |
| PC 게이머 (US)     | 83%                          |
| VideoGamer.com     | 9/10                         |
| The A.V. Club      | B+                           |
| The New York Times | (positive)                   |

| 수상              | 수상                              |
| 평론사            | 수상                              |
| ----------------- | --------------------------------- |
| PC Gamer          | Top 100 PC Games July 2008 (# 59) |
| Way of The Rodent | Best Involuntary Yelp             |
| Way of The Rodent | Best Sound                        |

## 같이 보기
- DEFCON
- 밸런스 오브 파워 (비디오 게임)